# استان کامپونگ توم
استان کامپونگ توم (به لاتین: Kampong Thom Province) یک منطقهٔ مسکونی در کامبوج است که در کامبوج واقع شده‌است. استان کامپونگ توم ۱۳٬۸۱۴ کیلومتر مربع مساحت دارد.